# Ernulf
Ernulf est un évêque de Rochester de la première moitié du XIIe siècle.

## Biographie
Il étudie au Bec sous la direction de Lanfranc puis devient moine de Saint-Lucien de Beauvais. Il suit les cours d'Yves de Chartres et est considéré comme un expert en droit canonique.
Il se rend après 1070, suivant la suggestion de Lanfranc, en Angleterre et rejoint l'abbaye de Cantorbéry. Anselme de Cantorbéry le fait prieur en 1096. Il se charge alors de l'extension de la cathédrale de Lanfranc, en reconstruisant la partie orientale qui comprend la crypte et jusqu'à la tour de la Trinité, ainsi que la chapelle Saint-André.
En 1107, il est nommé abbé de Peterborough. Il y enseignera à Hugues Candide (en) qui rédigera une chronique de l'abbaye. Il est nommé le 28 septembre 1114 évêque de Rochester par Raoul d'Escures, archevêque de Cantorbéry et consacré le 26 décembre 1114. Dans ces deux lieux, il se charge de reconstruire les espaces conventuels.
Auteur de plusieurs traités canoniques et théologiques, il est associé à la production du Textus Roffensis.
Il meurt le 15 mars 1124.